# Joseph Roumanille
Joseph Roumanille (Josèp Romanilha en occitano; Saint-Rémy-de-Provence, 8 de agosto de 1818-Aviñón, 24 de mayo de 1891) fue un escritor francés en lengua francesa y occitana. 

## Comienzos como escritor
Joseph Roumanille estudió en el collège de Tarascón en el departamento de Bocas del Ródano desde 1834. Después de trabajar como pasante de notario en la misma ciudad entre 1836 y 1839, publicó sus primeros poemas en el Echo du Rhône. Más tarde, trabajó como inspector y profesor en Nyons, y luego en el collège Dupuy de Aviñón, donde conoció a Frédéric Mistral. En esa época publicaba novelas en la prensa, en francés y en occitano. En Nyons colaboró con lou Bouil-Abaïsso desde 1841 a 1845 y publicó su primer libro Louis Gros et Louis Noé, ou un drame dans les carrières de St-Remy
Se casó con Rose-Anaïs Gras, hermana de Félix Gras.

## El Félibre

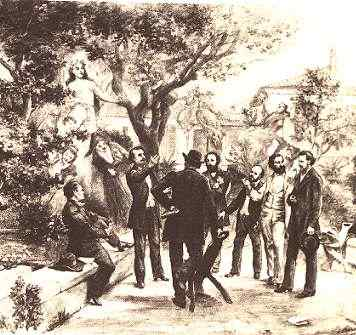
Felibre 1854.

El Félibrige fue fundado el 21 de mayo de 1854 por siete jóvenes provenzales, entre los cuales se encuentra Joseph Roumanille. Pronto se convirtió en uno de los miembros más activos del movimiento. Ya en 1852 había publicado junto con Mistral y Anselme Mathieu un poemario de versos provenzales bajo el nombre de Li Prouvençalo; y, un año después, un ensayo sobre la ortografía del provenzal que sirvió de referencia para los ulteriores trabajos del grupo del Félibre.

## Últimos años
Hasta su muerte, Joseph Roumanille publicó multitud de obras, entre las que destacan Fau i Ana (1877) y Li conte provençau (1882). A lo largo de su obra, se pone de manifiesto de manera nítida su particular concepto de la poesía: culto de las virtudes domésticas y exaltación de los valores católicos y tradicionales, sirviéndose casi siempre de personajes populares. 
Joseph Roumanille murió el 24 de mayo de 1891 en su casa de Aviñón. Posteriormente fue inhumado, junto a sus padres, en Saint-Rémy-de-Provence.
- Datos: Q774507
- Multimedia: Joseph Roumanille / Q774507